# Carl Wallentin
Carl Herman Olsson Wallentin (i riksdagen kallad Wallentin i Smögen), född 28 januari 1856 i Tossene socken, Göteborgs och Bohus län, död 17 mars 1927 i Smögens församling, Göteborgs och Bohus län, var en svensk handelsman och politiker.
Carl Wallentin var exportör av sill och annan fisk på Smögen, där han också var municipalstämmans ordförande. Han var riksdagsledamot i andra kammaren 1899 samt 1903-1914, fram till 1911 för Tunge, Sörbygdens och Sotenäs häraders valkrets och från 1912 för Göteborgs och Bohus läns norra valkrets. I riksdagen anslöt han sig till Lantmannapartiet 1899 och tillhörde 1903-1911 Liberala samlingspartiet, men övergick 1912 till Lantmanna- och borgarepartiet. Han var bland annat suppleant i jordbruksutskottet 1910-1911 och 1913-1914 och engagerade sig främst i fiskerinäringens frågor.